# Аркадій Фідлер
Аркадій Фідлер (пол. Arkady Fiedler; 1894—1985) — польський мандрівник, письменник, журналіст, натураліст і дослідник, лейтенант польської армії, член Національної ради PRON в 1983 році.

## Біографія
Аркадій Фідлер народився 28 листопада 1894 року в Познані в сім'ї відомого в Польщі тих років видавця Антоні Фідлера. Панувала в сім'ї майбутнього письменника атмосфера шанування літератури та рідної мови, любові до природи багато в чому визначила його захоплення і пристрасті, а в кінцевому підсумку і весь подальший життєвий шлях. Він закінчив філософський факультет Ягеллонського університету в Кракові, а потім Берлінський і Познанський університети, де вивчав природознавство.
Перші свої подорожі він зробив в 1927 році до Норвегії і в 1928-м — за океан, в джунглі Бразилії, де пробув більше року. Тоді ж побачили світ і перші його книги про ці подорожі. У 1933—1934 роках він здійснив нову подорож до східних районів Перу, на Амазонку, про який пише книгу «Риби співають в Укаялі». Книга стає сенсацією, перекладається на п'ятнадцять мов світу. До Фідлера приходять визнання і слава. У 1935 році за наукову і літературну діяльність Польська Академія Літератури увінчує його лавровим вінком.
За наукову, громадську та літературну діяльність А.Фідлер був удостоєний багатьох літературних премій і урядових нагород, в тому числі Державної премії Польщі I ступеня і вищого ордена країни — ордена «Будівельників Народної Польщі». По праву заслужив він і унікальний, заснований в ПНР, «Орден усмішки», який присвоюється дітьми діячам науки, культури і мистецтва за особливо цінні заслуги в справі турботи про здоров'я і щастя дітей. Дійсно, науковий і літературний внесок А. Фідлера в справу освіти дітей та юнацтва, у справу виховання їх в дусі інтернаціоналізму, любові до природи справді важко переоцінити.
За довге своє життя А. Фідлер здійснив близько тридцяти тривалих подорожей в різні країни і найекзотичніші куточки планети: до Норвегії і Канади, Кавказу і Якутії, в джунглі Бразилії, Гаяни і Перу, в Мексику і на острови Карибського моря і Південно-Східної Азії, до В'єтнаму, Лаосу і Камбоджі, в Гвінею, Гану і на Мадагаскар. Остання подорож у віці вже 88 років Фідлер зробив на Мадагаскар.
І кожна така подорож неодмінно породжувала нову книгу, чудову книгу про флору і фауну країни, про життя її народу, його побут і звичаї. Двадцять сім книг Аркадія Фідлера побачили світ на двадцяти двох мовах народів світу загальним тиражем понад дев'ять мільйонів примірників. Найвідоміші з них: «На Амазонці», згадувана вже «Риби співають в Укаялі», «Ріо-де-Оро», «Маленький бізон», «Гаряче селище Амбінанітело», «Канада, що пахне смолою», «Острів Робінзона», «Оріноко», «Білий Ягуар»; розповіді «Дві тайри», «Носухи», «Там, де риби мандрують по суші», зі збірки «Звірі незайманого лісу». Книги Фідлера приваблюють читачів різного віку і професій, гострою публіцистичністю, небайдужим ставленням автора до долі людей і навколишнього їх світу. У цьому сенсі Фідлер-письменник розкривається перед читачем як справжній гуманіст, патріот і інтернаціоналіст.
Польська газета «Література» в статті, присвяченій творчості Аркадія Фідлера, писала: "Читачі знають, що знайдуть в його книгах не тільки привабливу екзотику, вони знайдуть в них добре напуття в життя, вміння побачити в ній красу і добро, затаврувати зло; його книги стверджують рівність людей незалежно від кольору їх шкіри, він вірить в добрі риси людини і бачить їх благотворні витоки в гармонії людини і природи".
У березні 1985 року на 91-му році життя Аркадій Фідлер помер.

### Подорожі
- 1927 — Північна Норвегія
- 1928 — Південна Бразилія
- 1933 — Амазонія і Перу
- 1935 — Канада
- 1937 — Мадагаскар
- 1939 — Таїті
- 1940 — Франція, Велика Британія
- 1942—1943 — США
- 1945 — Канада
- 1948 — Мексика
- 1952—1953 — СРСР (Грузія)
- 1956—1957 — Індокитай (Північний В'єтнам , Лаос , Камбоджі)
- 1959—1960 — Західна Африка (Гвінея , Гана)
- 1961 — на північному заході Канада
- 1963—1964 — Бразилія, Гаяна
- 1965—1966 — Мадагаскар
- 1967 — Бразилія
- 1968 — Радянський Союз (Східний Сибір)
- 1969 — Нігерія
- 1970 — Перу
- 1971 — Західна Африка
- 1973 — Південна Америка
- 1975 — Канада (Онтаріо , Квебек)
- 1976—1977 — Західна Африка
- 1978—1979 — Перу
- 1980 — Канада
- 1981 — Західна Африка

У березні 1985 року на 91-му році життя Аркадій Фідлер помер.

## Твори, перекладені українською мовою
- «Маленький Бізон» (пер. Марія Пригара)
- «Оріноко» (пер. Марина Рекун)
- «Острів Робінзона» (пер. Станіслав Савков)